# ميشيل جورج
ميشيل جورج هي فارسة ‏ بلجيكية، ولدت في 2 يناير 1974 في أوستند في بلجيكا.

## وصلات خارجية
- ميشيل جورج على موقع الاتحاد الدولي للفروسية (الإنجليزية)
- ميشيل جورج على موقع FEI (رابط بديل) (الإنجليزية)
- ميشيل جورج على موقع Paralympic.org (الإنجليزية)
- ميشيل جورج على موقع اللجنة البارالمبية البلجيكية (الهولندية)